# Xah Rukh II
Xah Rukh II fou un suposat kan genguiskànida de Kokand. Vambrey pensa que era descendent de Kaidu Khan.
L'únic relat que es coneix sobre els començaments del kanat corresponen a Mahsum Khoja que explica que un cap de nom Xah Rukh Beg, noble però no de família reial, va emigrar a l'inici del segle xviii de la regió del Volga la de Fergana on es va casar amb la filla de Yadigar Khoja, governant de la ciutat de Khurram Serai establint-se amb la seva gent a uns 20 km a l'oest de la que després fou la ciutat de Kokand (la Khwakend de Ibn Hàwqal). Se suposa que era un príncep mangit de la tribu Miñ (Ming) que predominava a la regió. Xah Rukh hauria matat al seu sogre i s'hauria apoderat del govern del districte vers 1710. Es va estendre per la rodalia i va governar fins a la seva mort que està datada el 1721.
En el relat tradicional el va succeir el seu fill Rahim Beg (1721-1736), i a aquest el va succeir el seu germà Abd al-Karim Beg (1736-1746). Algunes fonts atribueixen a Xah Rukh I la fundació d'una primera fortalesa a Kokand i a Xah Rukh II una nova fortalesa. Altres fonts atribueixen la fundació de la fortalesa a Abd al-Karim Khan. Aquest darrer, segons un geògraf xinès era obeït per tots els khojas de les ciutats de la vall de Fergana. Va tenir com a successor a Erdeni Beg (Irdana Biy), en el que comença a saber-se a alguna cosa més.